# Аверкієв Дмитро Васильович
Дмитро Васильович Аве́ркієв (рос. Дмитрий Васильевич Аверкиев; нар. 12 жовтня 1836, Катеринодар — пом. 20 січня 1905, Санкт-Петербург) — російський драматург, белетрист, театральний критик, публіцист.

## Біографія
Народився 30 вересня [12 жовтня] 1836 року в місті Катеринодарі (нині Краснодар, Росія) в патріархальній купецькій сім'ї, яка пізніше збідніла. Дід і батько в дитинстві прищепили йому цікавість до російського побуту, яка збереглася на все життя. 1846 року переїхав до Санкт-Петербурга, де 1854 року закінчив комерційне училище. Протягом 1855—1859 років навчався на віддленні природничих наук Санкт-Петербурзького університету, який закінчив зі ступенем кандидата. В студентські роки був знайомий з Миколою Добролюбовим, зблизився з Миколою Страховим, проте вже тоді не розділяв радикальних настроїв, розповсюджених у студентському середовищі.
Після закінчення навчання виступав фейлетоністом в газетах «Русский инвалид» (під псевдонімом К. Рьянов), «Северная пчела», друкувався в щотижневику «Якорь», переважно як театральний критик, зблизився з Аполлоном Григор'євим. 1861 року, у зв'язку зі смерттю Добролюбова, опублікував про нього співчутливу статтю («Русский инвалид» № 267, 1 грудня).
1864 року став одним із дієвих співробітників журналу братів Достоєвських «Епоха». Тут він опублікував свою першу історичну п'єсу «Мамаєве побоїще» (1864, № 10). Консервативно налаштований, стояв на охоронних позиціях, ненавидів все нове і благоволив перед старовиною. За його реакційні статті в «Епосі» публіцист Дмитро Писарєв назвав його лицарем «мракобісся і сикофанства».
Після закриття журналу кілька років жив виключно перекладами і компіляціями з історії англійської літератури, продовжуючи писати у вільний час, епізодично друкувався у різних виданнях. В цей час опубліковані трагедія «Слобода Неволя» («Завірюха») про Івана Грозного («Всемирный труд», 1867), віршовані комедії «Терентій чоловік Данильєвич» (1867), «Лісовик» («Отечественные записки», 1868) та інші. 1868 року в бенефіс Василя Самойлова з великим успіхом пройшла в Александринському театрі «Комедія про російського дворянина Фрола Скобєєва і столичницьку, Нардин-Нащокина, дочку Аннушку» (опублікована в журналі «Зоря» у 1869 році, № 3).
1871 року переїхав до Москви, де написав драму «Каширська старовина» (1872), яка міцно увійшла в репертуар столичних і провінційних театрів. У 1870-х роках був постійним театральним рецензентом газети «Московские ведомости». З 1874 року був членом Товариства любителів російської словесності при Московському університеті. У 1877—1878 роках опублікував у «Російському віснику» серію статей з теорії драми, видану ним в подальшому у вигляді теоретичного трактату «Про драму» окремою книгою. В ній виклав теорію драмивід Аристотеля до Лессінга. Робота адресована молодим драматургам, шанувальникам мистецтва, а також вивчаючим теорію літератури. 1893 року за книгу отримав Пушкінську премію Анадемії наук. Окреме видання вийшло також у 1907 році.
В кінці 1881—1882 році разом з Олександром Островським і Олексієм Потєхіним був членом Комісії зі складання проєкту положення про керування імператорськими театрами, де був однодумцем Островського. 1882 року був призначений членом Театрально-літературного комітету, закладу, в обов'язки якого входило стежити за художньою якістю репертуару імператорських татрів. У 1885—1886 роках видавав журнал «Щоденник письменника» (вийшло 12 номерів), де сам був автором всіх матеріалів. У 1880-х, після повернення до Санкт-Петербурга, став рецензентом газет «Голос» і «Новое время».
У 1887—1898 роках видав свої твори, які мали підсумковий характер. Помер у Санкт-Петербурзі 7 [20] січня 1905 року. Похований у Санкт-Петербурзі на Нікольському цвинтарі Олександро-Невської лаври.

## Творчість
Одним з основних джерел драматичної творчості письменника були літописні сказання. Писав головним чином історичні драми, пройняті духом «офіційної народності». Старовинний побут і патріархальні звичаї він протиставив сучасності. Так в п'єсі «Лісовик. Казкова комедія у віршах» виступив наслідувачем Олександра Островського, поєднуючи фольклорну фантастику з історичним побутовим матеріалом. У трагедії «Слобода Неволя» зобразив Івана Грозного у домашній обстановці. В «Комедії про російського дворянина Фрола Скобєєва і столичницьку, Нардин-Нащокина, дочку Аннушку» показав бідного дворянина кар'єристом, який хоче вибитися в люди, одруденням досягти багатства та почестей. В п'єс персонажі обмальовані зі знанням старовинниго побуту та з психологічною достовірністю.

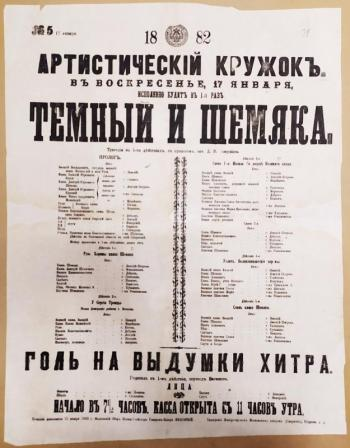
Афіша вистави «Темний і Шемяка».

В інших історичних п'єсах також зберіг вірність до передачі побутових деталей, зокрема в «Терентій чоловік Данильєвич» (1867), «Цар Петро і царевич Олексій» (1872), «Темний і Шемяка» (1873), «Княгиня Ульяна В'яземська» (1875), «Зруйнована наречена» (1876). Менш достовірні «Непогрішні» (1879), комедія «Не грайся з вогнем» (1870) та твори «Смерть Месаліни», «Трогирський воєвода», «Петербурзький зліток».
Найбільш значимою п'єсою вважається «Каширська старовина», постановка якої 9 грудня 1861 року в бенефіс Глікерії Федотової в Малому театрі, мала великий успіх. Вона міцно увійшла в репертуар доревоюційних російських театрів і ставилася в радянський час у 1930—1040-ві роки. Дії відбуваються у другій четверті XVII століття. Царський сокольник Василь Коркін стикається з батьком — гордим родовитим вотчинником Парфеном. Одруживши Василя на багатій, проте не коханій жінці, він ламає його життя. Велику увагу драматург приділив опису деталей патріархального побуту. Сильною стороною п'єси таж є її широке фольклорне обрамлення (до неї введені пісні, хороводні ігри, народні прислів'я та приказки). Достовірно і яскраво переданий старовинний російський побут. В Україні п'єса ставилася у Києві у 1876—1880 роках трупою Миколи Савіна; у 1879—1893 роках — трупою Російського драматичного товариства; у 1880—1881 роках — у Київському міському театрі; у 1892 році — Товариством драматичних артистів під керівництвом Миколи Соловцова, а також в антрепризах Харкова і Одеси.
Старовинний побут також ідеалізований і в повістях «Хмільна ніч» (1871), «Лихо» 91880), «Старий ліберал» (1886).
Написав лібрето до опер Олександра Сєрова «Рогнеда» (1865), Антона Рубінштейна «Горюша» (1888).
Як перекладач переклав «Гамлета» Вільяма Шекспіра, твори Альфреда де Мюссе, Генріха Гейне, Йоганна Вольфганг фон Гете, Фенімора Купера, а також природознавчі праці і підручники.